# 戦え!超ロボット生命体トランスフォーマー
『戦え!超ロボット生命体トランスフォーマー』（たたかえ!ちょうロボットせいめいたいトランスフォーマー）は、トランスフォーマーシリーズのアニメ作品。
米国版『THE TRANSFORMERS』シーズン1–シーズン2に相当する。「ジェネレーション1（G1）」シリーズの第1作目でもある。
米国では1984年–1986年、日本では1985年–1986年にかけ、初回放映された。
2024年2月2日からは「トランスフォーマー」シリーズ40周年を記念して再びタカラトミー公式ホビーチャンネル（後にT-SPARK 公式チャンネルに変更）より第1話が配信され、以降は毎週金曜日に2話ずつ順次配信されている。

## 制作
マーベル・プロダクション所属のアニメーター・演出家であるネルソン・シンが制作の指揮を執った。シンによるとプリプロダクションに入る前からエグゼクティブプロデューサーたちの間で「日本風のロボットアニメはアメリカの子供たちに受け入れられないのではないか」ということが懸念されていたという。そこで、3話分のミニシリーズを制作し子供たちの反応を伺った。結果、ミニシリーズは大成功を収めシリーズ化に繋がった。
東映動画は過去に制作した『G.I.ジョー』のCMフィルムがきっかけとなり本作品のアニメーション制作を担当した。プロダクションコーディネーターのジーン・ペルクは『G.I.ジョー』のCMの出来が良かったことと以前から東映動画作品に注目していたことから、脚本・絵コンテをアメリカで制作しそれを元に映像を日本で制作すればヒットすると確信。ハズブロとマーベル・プロダクションを説得して東映動画への発注を実現させた。東映動画からは同CMを演出した森下孝三が日本側チーフディレクターとして起用され、同時期にシリーズディレクターを担当していた『機甲艦隊ダイラガーXV』→『光速電神アルベガス』→『ビデオ戦士レザリオン』などの作業と並行して日本とアメリカを往復した。森下はG.I.ジョーのCMがアメリカで高く評価されたことは幸運だったと語り、マーベル・プロダクションとの打ち合わせではG.I.ジョーのCMフィルムについて質問を受け、英語がほとんどできなかった森下を温かく迎えてくれたとのこと。

### 作画・描写
描写の特徴として、「変形の自然さ」が挙げられる。
変形ロボットが登場するアニメにおいて、変形はバンクシーンが使用され、「1つのイベント」として描かれるのが常である。しかし、本作品において変形はあくまでもキャラクターの動作の1つとして描かれている。
前述の通り実制作は主に東映動画が担当し、シーズン2からはネルソン・シンが母国の大韓民国にて設立したアニメ会社AKOMも加わった。作画面では多くの東映動画作品に参加していたスタジオNo.1などが参加しており、同スタジオが参加した回はトランスフォーマーの変形も比較的ロジカルに描いていて、玩具で行える変形パターンを想起できるものになっているのが特徴。脚本や演出、キャラクターデザインなどはアメリカ側のスタッフが携わっているため、従来のアメリカ製アニメの作風である（しゃべっているときの口の動かし方、キャラクターのしぐさなど）。作画面においては、「登場キャラが入れ替わる」「キャラクターのエンブレムが異なる」「色の塗り間違い」などの作画ミスが頻繁に見られる。
合体戦士・合体兵士のトランスフォーメーション（合体）も同様だが、「リーダー格の号令で合体開始。最後に、装甲ギアがドッキングして完成」など日本のロボットアニメ的な演出も見られた。このことについては後に、変形が日常的な動作であるのに対し、合体は特別な動作であると後付け設定されている。
1985年7月6日に土曜朝9時30分という時間帯で始まった日本版では、キー局の日本テレビでは25分枠での放送だった関係で、海外版における移動場面や戦闘シーンなどを一部カットしていた。開始当初は9月末までの1クールで終了予定だったが、10月以降の延長決定で金曜の夕方に移動し、人気番組になった。
当初はスカイファイアーに関連したエピソードの放映が見送られていた。これは元のおもちゃがタカラが発売したものではなく、そもそも別のアニメに登場するロボットを別のメーカーが商品化したものを流用したキャラクターであることなどが挙げられる。一方でビデオプロモーションの貝塚秀仁は単に調整の関係で放映されなかったと証言している。その後放送の延長が決定したため、それらのエピソードも追加された。このうち「サイバトロンの逆襲」に関してはスカイファイアーの件とは無関係に、サイバトロンが洗脳されて破壊活動を行う話だったため、日本側のスタッフが視聴者の子供心を傷つけると判断し、オンエアを見送ったとしている。

### 場面転換
ストーリーは別々の場面が、同時進行で展開することが多い。
場面転換の際にアイキャッチが流れ、サイバトロン、またはデストロンのエンブレムがブリッジ音楽と共に現れる。これは「エンブレムターン」とも呼ばれ、「一旦遠ざかる→裏返って迫ってくる」という流れの動きである。
裏返ったときにエンブレムが入れ替わることがあり、裏返る前と裏返った後のエンブレムが、転換前後の陣営の場面に対応している。同陣営で別働隊などの場合は、同じエンブレムが回転するのみ。
エンブレムターンは『超神マスターフォース』で一旦廃止されるが『V』で復活。『マイクロン伝説』（序盤のみ）や『ギャラクシーフォース』でも、同様の場面転換演出が見られた。『アニメイテッド』では、日本語版において追加された。

## あらすじ
はるか昔、超ロボット生命体「トランスフォーマー」が住む惑星・セイバートロンでは、平和を愛するサイバトロンと、武力による惑星の統治を目指すデストロンの2つの勢力が永きに亘り戦争を続けていた。
この戦争の影響によって、セイバートロン星のエネルギーは枯渇しようとしていた。
サイバトロンは総司令官コンボイの指揮の下、外宇宙へのエネルギー探索を開始。
デストロンも、破壊大帝メガトロンの指揮下で、これを妨害すべく追撃を開始。宇宙空間での戦闘中、双方の宇宙船が「とある惑星」の重力に引き寄せられてしまう。両宇宙船はその惑星に墜落。彼らは全員、機能を停止した。
400万年後、火山の噴火のショックで宇宙船のコンピューターが再起動し、生命再生装置により、トランスフォーマーたちは「その惑星」の到るところにあるエネルギーを蓄えられた物体の姿を借り、復活を遂げた。
メガトロン率いるデストロンは「この惑星」の豊富なエネルギーに目をつけ、宇宙支配の野望を抱く。対するサイバトロンも、それを阻止せんと立ち上がった。
こうして、サイバトロンとデストロンは1985年（原語版では1984年）の地球で、戦いを再開することになった。
彼らが目覚めるまでに、「とある惑星」で起こった戦いは『ビーストウォーズ』と『ビーストウォーズメタルス』の2作品で描かれている。これらの作品には今作のキャラクターも、わずかながら登場している。

## 登場人物
声優陣においては、主に担当した者を記載している。
多人数を限られた声優陣で担当しているので、声を担当する声優が同一人物であるキャラクター同士がやりとりする場合、一方の声を別の声優が充てることも多いが、コンボイとオメガスプリーム・メガトロンとデバスター・アイアンハイドとスパイクなどのやり取りのように一人で二人分の掛け合いを行うこともある。
各キャラクターの前の番号やアルファベットは放映当時に玩具として発売された際つけられていたもの。

### サイバトロン戦士 / Heroic Autobots

#### サイバトロン / Autobots
01 総司令官 コンボイ / Optimus Prime
声 - 玄田哲章 / 英 - ピーター・カレン
あらゆる生命と平和を愛する、サイバトロンの総司令官。その名の通り、コンボイトレーラー（玩具のモチーフは、フレートライナーCOE）に変形する。
02 偵察員 ハウンド / Hound
声 - 堀内賢雄 / 成田剣 （未放送分） / 英 - ケン・サンソン
武器であるホログラムガンからのホログラム照射により、撹乱作戦を得意とする偵察員。地球の自然に魅せられ、故郷であるセイバートロンよりも地球に愛着を感じ、ひそかに人間になりたいとすら思っている。右肩に鋭いセンサー兼ホログラム装置を装備し、レーダースコープによる索敵に優れている。右腕にはライン部分を押すことによって展開する盗聴用センサーが仕込まれている。カーモードでは潜水と水上走行が可能で、潜水の際は普段は折り畳まれている幌と左右の窓ガラスが展開し、水上走行の際には全てのタイヤを下に向けてエッジを展開する。
物語の序盤では友人として、スパイクと行動を共にすることがあった。ジープに変形する。
『ザ・ムービー』ではデストロンとの戦いに向かうコンボイの傍らに立っていた。
『ザ☆ヘッドマスターズ』では、第1話に登場。ベクターシグマの異変についてコンボイに意見を求められていた。
03 技術者 ホイルジャック / Wheeljack
声 - 阪脩 / 鈴木勝美 （未放送分） / 英 - クリス・ラッタ
サイバトロンの発明家（技術者）。ランチア・ストラトスターボに変形する。明るい性格で、自分の発明品の披露を好む。会話の際は即頭部が点滅する。日本語版では一人称は「私」のほか「我輩」を使い、関西弁で話すことも多い。様々な武器や道具を開発のほか、サイバトロン戦士のリペアも担当する。サイバトロン基地につながる洞窟から発見された恐竜の化石に興味を抱き、ダイノボットを製作した。
『ザ・ムービー』ではサイバトロンシティでの戦いで戦死するが、『V』では再び登場している。
04 戦士 ランボル / Sideswipe
声 - 片岡弘貴、島香裕（第3話、第8話、第33話、第66話）、堀内賢雄（第6話、第15話、第54話）、城山知馨夫（第61話） / 古澤徹（未放送分） / 英 - マイケル・ベル
真っ先に前線に飛び込んでいく戦士の一人。カウンタックに変形する。土地勘に自信があり、道に迷ったことがないと自負するものの、実際はそうでもない。腕に装備したパイルドライバーや削岩機を利用して掘削作業を行う。背中にロケットブースターを装備している。
『ザ☆ヘッドマスターズ』では地球での戦いに登場している。
06 副官 マイスター / Jazz
声 - 片岡弘貴、堀内賢雄（第43話） / 古澤徹 （未放送分） / 英 - スキャットマン・クローザース、ウォーリー・バー
コンボイの副官（海外では工作員）。ポルシェ935ターボに変形する。
07 諜報員 リジェ / Mirage
声 - 喜多川拓郎、堀内賢雄（第13話、第17話、第31話、第49話、第68話） / 英 - フランク・ウェルカー
諜報員でありA級のスナイパー。F1カーのリジェJS11に変形する。武器はハンティングライフル（玩具ではJSレーザーガン）、右肩のエレクトロ・ディスラプター。胸部のエンブレムを押すことで玩具の設定では6分間、アニメでは10分以上、光学迷彩により姿を消すことができる。サイバトロンの中で、セイバートロン星への望郷の念が特に強い。カーモードではタイヤを収納してエッジを展開することによる水上走行が可能。
第3話では、一足先に、セイバートロン星へ戻ろうとしたデストロンの宇宙船に忍び込んで混乱を生じさせ、海へ墜落させた。
08 射撃手 ストリーク / Bluestreak
声 - 片岡弘貴、江原正士（第3話、第6話、第7話）、喜多川拓郎（第15話）、塩屋翼（第17話）、石井敏郎（第25話）、堀内賢雄（第47話）、難波圭一（第63話）/ 鈴木勝美 （未放送分） / 英 - ケイシー・ケイサム
射撃の名手。フェアレディZ・S130型に変形する。多弾頭砲弾とイオンチャージ・ディスパーサーライフルを武器としている他、背中のエレクトロボルトによる対空攻撃を得意とし、合体兵士にも躊躇なく攻撃する勇猛さを持つ。テックスペックではデストロンに故郷を滅ぼされたという過去があり、その心の傷を隠すために、よくしゃべるようになったとされる。
座右の銘では「嫌いになれないデストロンなんて、絶対にいない(I never met a Decepticon I didn't dislike.)」と、デストロンへの憎悪を露わにしている。
両肩にキャノン砲（エレクトロボルト）が備え付けられた玩具に忠実な姿で描かれているが、色が玩具のものと異なっている。
09 戦略家 プロール / Prowl
声 - 石井敏郎、 難波圭一（第11、16話） / 英 - マイケル・ベル
サイバトロンの戦略家。フェアレディZ・S130型のパトロールカーに変形する。海外版玩具、イギリス版コミックでは彼が副官という設定。
25 戦術家 トレイルブレイカー / Trailbreaker
声 - 城山知馨夫、喜多川拓郎（第64話、第68話） / 英 - フランク・ウェルカー
熱や光線など、ほぼ全ての攻撃を防げるフォースバリアーを発生させることができる、サイバトロンの守備の要。玩具ではハイラックス40系・キャンパーに変形する。フォースバリアーはサイバトロン全員を守れるほど大きくできる。その能力のためか「スピードは無いが、タフなことが取り柄」と自負している。カーモードではルーフにアンテナを展開し、会話を傍受できる。
98 警備員 アイアンハイド / Ironhide
声 - 速水奨 / 平田広明 （未放送分） / 英 - ピーター・カレン
コンボイのボディガード的存在の戦士。日産・チェリーバネットに変形する。
99 看護員 ラチェット / Ratchet
声 - 江原正士 / 英 - ドン・メシック、ウォーリー・バー
医師で、ホイルジャックの助手的存在。アイアンハイドと同型の救急車に変形する。スパークプラグと共に、仲間の修理を主な任務とする。
VSZ 戦士 サンストリーカー / Sunstreaker
声 - 堀内賢雄、喜多川拓郎（第7話）、難波圭一（第19話、第47話）、片岡弘貴（第31話）、城山知馨夫（第49話） / 英 - コーリー・バートン
リアに電子推進ブースターを備えた、スーパーカウンタックに変形する。ランボルの双子の兄弟で、同様に飛行可能。地対空ミサイルとエレクトロン・パルスガンが武器。ポリマー製の頑丈な装甲を誇るがナルシストで、自分の身体が傷つくことを嫌う。地球の人間に対していい印象を持っておらず、メガトロンの作戦で地球人が敵に回った際には「いつかこうなることは分かってたんだ、人間なんて信頼できん」と吐き捨て、また普段から「人間は下等な生命体」と言っていたらしい。しかし終盤には人間にはかなり和んでおり、ホイストに対抗すべく映画の撮影所に押し掛けたりしている。
日本では、スキッズおよびバズソーとのセット箱「VSZ」で発売された。
以下のメンバーは、第18話（海外では第19話）から登場
05 保安員 アラート / Red Alert
声 - 塩屋翼、片岡弘貴（第18話）、難波圭一（第28話）、速水奨（第50話） / 英 - マイケル・チェーン
第18話から登場。サイバトロンの保安部長。インフェルノと消火活動を行う。用心深い性格から彼とは意見が分かれることが多いがコンビネーションは抜群。彼も肩のキャノン砲で消火が可能。頭部に高度なセンサーを持っており、非常に注意深く、危機を察知できる。自走式兵器ネガベイターを巡っての戦いでは、フレンジーの一撃によりブレーンサーキット（頭脳回路）がショート、冷静さを失い仲間に反感を持ったことがある。ファイヤーチーフのカウンタックに変形する。
ランボルと同型の玩具だが、アニメでは胴周りが大きめ。頭部のカラーリングが赤、他にもボディがグレーの回もある。また、日本ではランボルと双子と設定されている。
第50話においては海外名のレッドアラートの名で呼ばれている。
10 救助員 インフェルノ / Inferno
声 - 喜多川拓郎、速水奨（第36話）、堀内賢雄（第41話） / 英 - ウォーカー・エドミストン
第18話から登場。はしご消防車に変形する救助員。火災の消火や救助が主な任務だが、戦闘好きな一面も持ち合わせる。現場主義者のために慎重派のアラートとは意見が分かれることが多いものの、厚い友情で結ばれている。いかなる体勢においても正確にライフルを撃つことができる。回によって顔のデザインが異なる。
アラートとインフェルノはアニメでは中盤からの登場だが玩具は初期から発売されていた。
44 戦士 トラックス / Tracks
声 - 速水奨、江原正士（第19話 - 第26話、第39話、第45話）、片岡弘貴（第35話） / 英 - マイク・マコノヒー
第18話から登場。人間に憧れ、ニューヨークの街を愛する戦士。シボレーコルベットに変型。車体から翼を出して飛行することができる。自分の流線型のカーモードを気に入っており、。車体に傷がつくことを嫌うナルシスト。目立ちたがり屋でもある。
相手の視界を奪うブラックビームガンと、背中に装備する熱追尾焼夷ミサイル砲、フロントグリルのミサイルおよび銃が武器。フロントグリルには他にもクレーンが仕込まれている。
45 戦術家 スモークスクリーン / Smokescreen
声 - 江原正士、喜多川拓郎（第20話、第47話、第61話）、片岡弘貴（第25話、第34話）、塩屋翼（第31話、第42話）、堀内賢雄（第35話）、速水奨（第38話） / 英 - ジャック・エンジェル
第18話から登場。普段は冷静だが、ギャンブル好きな戦術家。DATSUN280Z（フェアレディZ）のレーシングカーに変形する。
両肩のミサイルとエレクトロ・ディスラプターライフルが武器。カーモード時には排気口から黒い煙幕を噴出、ロボットモードでは腕部からブラックビームを撃ち出し、相手の目をくらますことができる。
テックスペックでは、ムードメーカーとしての一面も持っている。
玩具はプロール、ストリークと同型だが、アニメでは首周りなどが太めで、キャノン砲の形状もストリークのものと異なっている。
46 補修員 ホイスト / Hoist
声 - 片岡弘貴、塩屋翼（第39話）、堀内賢雄（第50話） / 英 - マイケル・チェーン
第18話から登場。ホイルジャック、ラチェットと並ぶ修理要員。ハイラックス40系・レッカー車に変形する。温厚で友人思いの性格。瓦礫の処理や撹乱などに活躍。映画監督にスカウトされたことがある。
右腕を槌やバーナーに変形させ、金属部品を叩いて形を整えたり、金属を溶接する。手首から熱追跡ミサイルやそれよりも大型のハンドミサイルを放つ。後頭部に全周波数マルチセンサーを装備。
玩具はトレイルブレイカーと同型だが、アニメでは、胴周りが太め。
頭部パーツは、トレイルブレイカーは左肩から生えているのに対し、彼は玩具に順ずる。
47 建築家 グラップル / Grapple
声 - 堀内賢雄 / 英 - ピーター・レナデイ
第18話から登場。建築家、かつ修理要員。クレーン車に変形する。ホイストとともに、瓦礫の処理に活躍。謙虚な性格だが、自らの建築に自信を持っており、建物を破壊されることを嫌う。溶接ライフルと手首のロケット弾が武器で、左手が溶接用バーナーになっている。ホイストや敵であるビルドロンと手を組み、自分の夢であるソーラータワーを建てたことがある。
第1話で、彼らしきクレーン車がコンドルに撃たれ、崖から転落したハウンドを引き上げている。なお、そのクレーン車は、アメリカでは「ホーラー」と呼ばれていたことから、後に輸送・資源探査員 ロードホーラー / RoadHaulerという別キャラとして、e-Hobby限定品で発売された。
VSZ(96) 戦士 スキッズ / Skids
声 - 難波圭一（第34話）、城山知馨夫（第39話） / 英 - マイケル・チェーン、ダン・ギルベザン
第34話から登場。ホンダシティターボに変形する。アニメ本編では2話しか登場せず、台詞も少ない。武器は両腕に「液体窒素ライフル」「ツイン電子ブラスター」を装備している。
日本での役割は戦士とされているが、海外版では理論家。

#### ミニボット部隊 / Mini Vehicles
詳細はミニボットを参照。
11 情報員 バンブル / Bumblebee
声 - 塩屋翼 / 英 - ダン・ギルヴェザン
12 戦闘員 チャージャー / Windcharger
声 - 難波圭一、城山知馨夫（第7話）、喜多川拓郎（第25話、第63話）/ 英 - ジョン・スティーヴンソン
13 戦闘員 クリフ / Cliffjumper
声 - 喜多川拓郎 / 英 - ケイシー・ケイサム
14 技術員 ドラッグ / Huffer
声 - 江原正士、島香裕、石井敏郎（第65話）/ 英 - ジョン・スティーヴンソン
15 攻撃員 ゴング / Brawn
声 - 島香裕、石井敏郎（第63話） / 長島雄一（未放送分）/ 英 - コーリー・バートン
85（TFC-12） 探査員 ギアーズ / Gears
声 - 石井敏郎、城山知馨夫（第4話、第62話）島香裕（第49話） / 英 - ドン・メシック
C-62 戦士 パワーグライド / Powerglide
声 - 鈴置洋孝、堀内賢雄（第22話）/ 英 - マイケル・チェーン
C-63 地質学者 ビーチコンバー / Beachcomber
声 - 阪脩 / 英 - アラン・オッペンハイマー
C-64 海上防衛員 シースプレー / Seaspray
声 - 江原正士、石井敏郎（第20話） / 英 - アラン・オッペンハイマー、ウォーリー・バー（海外公共CM）
86 偵察通信員 アダムス / Cosmos
声 - 阪脩 / 英 - マイク・マコノヒー
87 戦士 ワーパス / Warpath
声 - 喜多川拓郎、島香裕（第19話）、速水奨（第51話） / 英 - アラン・オッペンハイマー

#### ダイノボット部隊 / Dinobots
第7話から登場。地球でホイルジャックに作られた恐竜戦士の部隊。強靭なパワーと飛行能力を持つが、知能が低いのが欠点。詳細はダイノボットを参照。
26 指揮官 グリムロック / Grimlock
声 - 喜多川拓郎 / 英 - グレッグ・バーガー
27 密林戦士 スラージ / Sludge
声 - 堀内賢雄 / 英 - フランク・ウェルカー
28 火炎戦士 スラッグ / Slag
声 - 石井敏郎、江原正士（第29話） / 英 - ニール・ロス
29 砂漠戦士 スナール / Snarl
声 - 城山知馨夫 / 英 - ハル・ライリー
30 砲撃戦士 スワープ / Swoop
声 - 塩屋翼 / 英 - マイケル・ベル

#### エアーボット部隊 / Aerialbots
第43話から登場。ジェット機に変形する、サイバトロン初の航空部隊。詳細はエアーボットを参照。
C-50 指揮官 シルバーボルト / Silverbolt
声 - 西村知道 / 英 - チャーリー・アドラー
C-51 航空戦略家 スカイダイブ / Skydive
声 - 喜多川拓郎 / 英 - ローリー・ファソ
C-52 偵察員 ファイアーボルト / Fireflight
声 - 城山知馨夫、塩屋翼（第48話、第60話） / 英 - ジェフ・マッコイ
C-53 副官 スリング / Slingshot
声 - 鈴置洋孝、堀内賢雄（第60話） / 英 - ロブ・ポールセン
C-54 戦士 エアーライダー / Air Raid
声 - 堀内賢雄、片岡弘貴（第60話） / 英 - ロブ・ポールセン
C-55 合体戦士 スペリオン / Superion
声 - 西村知道 / 英 - フランク・ウェルカー、エド・ギルバート

#### プロテクトボット部隊 / Protectobots
第54話から登場。救助部隊。特に出自は描かれず、本作品の終盤に登場。詳細はプロテクトボットを参照。
C-71 防衛指揮官 ホットスポット / Hot Spot
声 - 堀内賢雄 / 英 - ダン・ギルベザン
C-72 航空支援員 グレイズ / Blades
声 - 城山知馨夫 / 英 - フランク・ウェルカー
C-73 追撃員 ストリートワイズ / Streetwise
声 - 難波圭一（第54話）、江原正士（第59話） / 英 - ピーター・カレン
C-74 偵察員 グルーブ / Groove
声 - 阪脩（第54話）、速水奨（第59話） / 英 - フランク・ウェルカー
C-75 救助員 ファーストエイド / First Aid
C-76 合体戦士 ガーディアン / Defensor
声 - 堀内賢雄 / 英 - クリス・ラッタ

#### ウーマン・サイバトロン / Female Autobots
サイバトロンの女性戦士。セイバートロン星に残留し、デストロンの勢力拡大を阻止している。セイバートロン星に留まっているため、オリジナルデザインの自動車に変形する。
エリータ・ワン / Elita One
声 - 小宮和枝 / 英 - マルレーヌ・アラゴン
第40話に登場。ウーマンサイバトロンのリーダー。コンボイの恋人。セイバートロンタイプのスーパーカーに変形。
武器はビームガン。時間を止めるシークレットパワーの持ち主だが、使用と引き換えに全生命力を使い果たしてしまう危険性がある。その誕生の経緯から、彼女のパーツと一致するパーツを持つトランスフォーマーはコンボイしかいない。

クロミア / Chromia
声 - 勝生真沙子 / 英 - リンダ・ゲイル
第40話に登場。行動隊長的役割の戦士。アイアンハイドの恋人。セイバートロンタイプのスーパーカーに変形。

ムーンレーサー / Moonracer
声 - 佐々木るん / 英 - モーガン・ロフティング
第40話に登場。パワーグライドの恋人。セイバートロンタイプのスポーツカーに変形。本人によると「宇宙一」の射撃の腕前を誇る明るい性格の持ち主で、エリータ・ワンの物とは形状が別のビームガンを武器とする射撃員である。

ファイヤースター / Firestar
声 - 後藤真寿美 / 英 - モーガン・ロフティング
第40話に登場。インフェルノの恋人。セイバートロンタイプの運搬トラックに変形。上記のメンバーとは異なるビームガンが武器。運搬と救助活動を担当する。かつてインフェルノとはレスキューチームを組んでいた。

エイリアル / Ariel
声 - 山田栄子 / 英 - サマンサ・ニューアーク
第55話に登場。エリータ・ワンが生まれ変わる前の姿。

#### その他
テレトラン1 / Teletraan I
声 - 江原正士 / 英 - ケイシー・ケイサム
サイバトロン基地にある、メインコンピューター。
生命再生装置によって機械をトランスフォーマーにスキャニングさせる機能や、モニターを介しての通信機能やテレビ機能、トランスフォーマーの精密スキャン機能や他の宇宙船の航行をナビゲーションする機能を持つ。モニターには記録した監視カメラの映像を映すことが可能で、たとえ映像に映った物が透明化していても、それを半透明の状態で映せる。中心部は先端に球状のパーツが付いたアンテナのような形状。サイバトロンとデストロンの戦いに巻き込まれ、何度か破壊されるなどの危険な目に遭っている。
38 通信員 ブロードキャスト / Blaster
声 - 難波圭一 / 英 - バスター・ジョーンズ
第18話から登場。地球の音楽をこよなく愛する通信員。詳細はカセットボットを参照。
39 科学者 パーセプター / Perceptor
声 - 城山知馨夫 / 英 - ポール・エイディング
第19話から登場。サイバトロンの科学者。顕微鏡に変形。
警備員 オメガ・スプリーム / Omega Supreme
声 - 玄田哲章 / 英 - ジャック・エンジェル
第31話から登場。サイバトロンの大型戦士。戦車およびロケットとその発射台を備えた、防衛基地に変形。
航空防衛戦士 スカイファイアー / Jetfire、アニメ版ではSkyfire
声 - 阪脩 / 安井邦彦 （未放送分） / 英 - グレッグ・バーガー
第62話から登場。セイバートロン星の科学者で、大戦以前はスタースクリームの旧友。SFジェット機に変形。
長老 アルファートリン / Alpha Trion
声 - 阪脩、石井敏郎（第55話）/ 英 - ジョン・スティーヴンソン、コーリー・バートン
第40話・第41話・第42話・第55話に登場。サイバトロンの長老。変形能力を持つ以前のトランスフォーマー（そのため、厳密には「トランスフォーマー」ではない）第一世代の生き残りであり、セイバートロン星で最初に生命を持った超ロボット生命体の一人。
オライオン・パックスを「コンボイ」として再生し、サイバトロンリーダーの証「マトリクス」を託し、総司令官に任命する。
後にセイバートロン星の中枢コンピュータ「ベクターシグマ」の起動キーとなり、一体化した。
ジャイアント / Halonix Maximus
声 - 玄田哲章
第10話に登場。ハウンドの作り出したホログラム。デバスター以上の巨体を誇り、デストロンを威嚇した。
サイバトロンX / Autobot X
声 - 喜多川拓郎 / 英 - コーリー・バートン
第11話に登場。スパークプラグが、サイバトロン戦士の予備パーツから作り出したトランスフォーマー。怪力と飛行能力を持つ。完成した当初は全く制御がきかなかったが、メガトロンの攻撃で重傷を負ったスパイクが治療中の間、一時的に意識を移植するために用いられた。
デフコン / Devcon
声 - 鈴置洋孝 / 英 - ジョン・スティーヴンソン
第35話に登場。一匹狼のサイバトロンで、宇宙を渡り歩く流れ者の賞金稼ぎ。宇宙船に変形。惑星モナカスで、同じサイバトロンであるスモークスクリーンに協力する。
67 貨物搬送員 オライオン・パックス / Orion Pax
声 - 玄田哲章 / 英 - ローリー・ファソ
第55話に登場。コンボイの生まれ変わる前の姿。思慮は足りないが、勇敢な若者である。
貨物搬送員 ダイオン / Dion
声 - 城山知馨夫 / 英 - コーリー・バートン
第55話に登場。オライオン・パックスの友人。新型トランスフォーマーである、デストロンに憧れていた。メガトロンの襲撃の際、デストロンの兵士の銃撃を受け倒れる。以後の生死は不明。
2005年にe-hobby限定でチャーの色を塗り替えたオライオン、ウィーリーの色を塗り替えたダイオンがセットで販売された。
都市防衛ロボ ガデプ / Guardian Robot
声 - 城山知馨夫
第55話に登場。戦争勃発以前、セイバートロン星を警備していた巨大ロボットの一団で、オメガ・スプリームの前身。意思は持っておらず、起動させた者の命令に従う。頭部が弱点だが、ボディだけでも制御は可能（単純な行動の他、発声も可能）。900万年前の戦いで作動不能となった一体が、デストロンにリペアされ、サイバトロン殲滅戦に投入されるが、時空を超えて復活したスペリオンに粉砕された。
e-hobby限定で、オメガスプリームの塗装変更品が販売。
旧サイバトロン / Ancient Autobot
声 - 江原正士
第47話に登場。惑星アンティラで、強力な金属カビ「コスミックルスト」により滅びたサイバトロン。後世の者に、メッセージを残す。

### デストロン軍団 / Evil Decepticons

#### デストロン / Decepticons
16 破壊大帝 メガトロン / Megatron
声 - 加藤精三 / 英 - フランク・ウェルカー
破壊に優れる、猛者揃いのデストロンを束ねる破壊大帝。
21 光学情報兵 リフレクター / Reflector
声 - 塩屋翼、難波圭一（第62話 - ） / 英 - クリス・ラッタ
小型のデストロン兵士で、スペクトロ / Spectro、ビューファインダー / Viewfinder、スパイグラス / Spyglassの3体。ただし常に3人一緒にいるため個別の名称で呼ばれることはなく、3体纏めてリフレクターと呼ばれる。言葉を発する際には、3体で会話する。
3体でカメラに合体する。遠距離や夜間、カモフラージュといった悪条件でも敵の姿を正確に記録できる。フラッシュビームで相手の目を眩ますことができる他、うち1体は、レーザーウェーブの物と同形のビームガンを使用。偵察や雑用が、主な任務。
玩具では3体ともデザインや変形機構がそれぞれ異なっているが、アニメでは3体ともほぼ同じデザインに統一されており、ビューファインダーのみ腹部にレンズが付いている。
玩具は85年6月に「21」のナンバーを与えられて発売したが、海外では通販専用商品。
49 防衛参謀 レーザーウェーブ / Shockwave
声 - 島香裕 / 英 - コーリー・バートン
光線銃に変形。サウンドウェーブと並び、メガトロンが最も理想とする部下である。
セイバートロン星に一人残り、400万年もの長きに渡り、メガトロンの帰還を待ち続けた。
『ザ・ムービー』ではユニクロン戦争でユニクロンに殺された。

#### カセットロン部隊 / Decepticon Mini-Cassette
詳細はカセットロンを参照。
17-A 情報参謀 サウンドウェーブ / Soundwave
声 - 政宗一成 / 英 - フランク・ウェルカー
17-B 特殊破壊兵 ランブル / Rumble
声 - 難波圭一 / 長島雄一（未放送分） / 英 - フランク・ウェルカー
18 特殊破壊兵 フレンジー / Frenzy
声 - 城山知馨夫 / 鈴木勝美（未放送分） / 英 - フランク・ウェルカー
19 諜報破壊兵 ジャガー / Ravage
声 - 島香裕（第3話）/ 英 - フランク・ウェルカー
20 空中攻撃兵 コンドル / Laserbeak
声 - フランク・ウェルカー（原語版流用）
空中破壊兵と呼ばれる場合もある。
VSZ 空中攻撃兵 バズソー / Buzzsaw
声 - フランク・ウェルカー（原語版流用）

#### ジェットロン部隊 / Jeticons
詳細はジェットロンを参照。
22 航空参謀 スタースクリーム / Starscream
声 - 鈴置洋孝 / 英 - クリス・ラッタ
デストロンのNo.2である航空参謀。
23 航空兵 スカイワープ / Skywarp
声 - 江原正士 / 英 - フランク・ウェルカー
デストロンの航空兵の一人。
24 航空兵 サンダークラッカー / Thundercracker
声 - 島香裕 / 英 - ジョン・スティーヴンソン、ウォーリー・バー
デストロンの航空兵の一人。
D-56 航空兵 ラムジェット / Ramjet
声 - 石井敏郎、島香裕、城山知馨夫 / 英 - ジャック・エンジェル
D-57 航空兵 スラスト / Thrust
声 - 島香裕 / 英 - エド・ギルバート
97 航空兵 ダージ / Dirge
声 - 難波圭一 / 英 - バド・デイビス
ジェットロン / Decepticon Jets
声 - 江原正士、難波圭一
セイバートロンに残っている無名のジェットロンで、三角錐型の戦闘機に変形する。
体の色は青・紫・青緑・オレンジ色など、様々である。

#### トリプルチェンジャー / Triplechanger
43 空陸参謀 ブリッツウイング / Blitzwing
声 - 難波圭一、堀内賢雄（第39話）、島香裕（第48話、第51話） / 英 - エド・ギルバート
戦車とジェット機に変形するトリプルチェンジャー。どんな言葉を聴いても、そこに軍事的な意味を見出すほどの戦争好き。自分の攻撃成果を過大評価する傾向があり、スタースクリームからは「大ボラ吹き」と思われている。アストロトレインと共に、メガトロンに反乱した際は、アメフトのスタジアムを戦闘訓練場と勘違いして襲撃した。その際、スクリーンに砲撃でスコアを付けていた。最終的にはメガトロンに粛清され、忠実な部下となる。
『ザ・ムービー』では、サイバトロンシティの攻防戦に登場。
『2010』では、他のデストロンがクインテッサ星人側につく中、一人惑星ジャールに残りガルバトロンを待ち続けた。その後、クインテッサの罠に気付き、ガルバトロンに報告するが、一蹴される。軍団を離れたとされるが、その後も登場している。
『ザ☆ヘッドマスターズ』にも登場。
48 輸送参謀 アストロトレイン / Astrotrain
声 - 喜多川拓郎 / 英 - ジャック・エンジェル
SLとスペースシャトルに変形するトリプルチェンジャー。ダージ、ラムジェットと共に宇宙刑務所を脱走してきた過去を持つ。尊大な性格で、当初は自分の力にうぬぼれており、惑星タイタンではスタースクリームを押さえ込み、現地の民に付け込み神を名乗った。ブリッツウイングと共に、メガトロンに反乱したが、粛清され、忠実な部下として活躍。武器はイオンライフル。シャトルモードではプラズマ砲を装備している。
SLとスペースシャトルモード共に大勢の仲間を乗せられるほどに巨大化が可能。宇宙への巨大な輸送力としても活躍。
『ザ・ムービー』では、サイバトロンシティ襲撃を失敗したデストロン軍団を乗せて引き上げていた。
『2010』『ザ☆ヘッドマスターズ』にも登場。

#### ビルドロン部隊 / Constructicons
第10話から登場。建設車両から変形。基地や兵器の建造を担当する。詳細はビルドロンを参照。
31 輸送兵 ロングハウル / Long Haul
声 - 江原正士、島香裕 / 英 - グレッグ・バーガー
32 建築兵 スクラッパー / Scrapper
声 - 石井敏郎、島香裕 / 英 - マイケル・ベル
33 衛生兵 グレン / Hook
声 - 塩屋翼 / 英 - ニール・ロス
34 偽装兵 ミックスマスター / Mixmaster
声 - 江原正士、島香裕 / 英 - フランク・ウェルカー
35 採掘兵 スカベンジャー / Scavenger
声 - 喜多川拓郎、江原正士 / 英 - ドン・メシック
36 破壊兵 ボーンクラッシャー / Bonecrusher
声 - 難波圭一、速水奨 / 英 - ニール・ロス
37 巨人兵 デバスター / Devastator
声 - 加藤精三 / 英 - アーサー・バーグハート
ビルドロン部隊の6体が合体して誕生する、巨人兵。

#### インセクトロン部隊 / Insecticons
第13話から登場。3体共々、昆虫に変形する。詳細はインセクトロンを参照。
40 諜報工作兵 キックバック / Kickback
声 - 石井敏郎、島香裕、江原正士 / 英 - クライヴ・レヴィル
41 心理工作兵 ボンブシェル / Bombshell
声 - 城山知馨夫 / 英 - マイケル・ベル
42 電子工作兵 シャープネル / Shrapnel
声 - 江原正士、速水奨 / 英 - ハル・ライリー

#### スタントロン部隊 / Stunticons
第42話から登場。部下に強奪させた自動車をメガトロンが自らの手で改造し、生み出した機動部隊。詳細はスタントロンを参照。
D-50 参謀 モーターマスター / Motormaster
声 - 戸谷公次 / 英 - ロジャー・C・カーメル
D-51 斥候 ブレークダウン / Breakdown
声 - 難波圭一 / 英 - アラン・オッペンハイマー、ジャック・エンジェル
D-52 兵士 ドラッグストライプ / Drag Strip
声 - 片岡弘貴、島香裕（第61話） / 英 - ロン・ガンズ
D-53 テロリスト ワイルドライダー / Wildrider
声 - 城山知馨夫 / 英 - テリー・マクガヴァーン
D-54 兵士 デッドエンド / Dead End
声 - 江原正士、難波圭一（第53話） / 英 - フィリップ・L・クラーク
D-55 合体兵士 メナゾール / Menasor
声 - 戸谷公次 / 英 - ロジャー・C・カーメル
スタントロン部隊の5体が合体した姿。

#### コンバットロン部隊 / Combaticons
第53話から登場。軍用ビークルから変形する。スタースクリームがメガトロンに対抗するため、ガダルカナル島に追放された際に掘り出した第2次世界大戦において用いられた日本軍やアメリカ軍の兵器に、デストロンの政治犯のパーソナルコンポーネントを用いて製作した。詳細はコンバットロンを参照。
D-64 攻撃参謀 オンスロート / Onslaught
声 - 島香裕 / 英 - S・マーク・ジョーダン
D-65 宇宙兵 ブレストオフ / Blast Off
声 - 速水奨 / 英 - ミルト・ジャマン
D-66 偵察兵 ボルター / Vortex
声 - 城山知馨夫、塩屋翼（第46話） / 英 - ジョニー・ハイマー
D-67 狙撃兵 ブロウル / Brawl
声 - 石井敏郎 / 英 - トニー・セント・ジェイムズ
D-68 補給兵 スィンドル / Swindle
声 - 阪脩、片岡弘貴（第46話） / 英 - ジョニー・ハイマー
D-69 合体兵士 ブルーティカス / Bruticus
声 - 島香裕 / 英 - ロジャー・C・カーメル
コンバットロン部隊の5体が合体した姿。

#### その他
クローン・コンボイ / Optimus Prime Clone
声 - 玄田哲章 / 英 - ピーター・カレン
第21話に登場。サイバトロンを間違った方向に導くためにメガトロンが作り出した、コンボイのコピー。メガトロンが操作する。
サイバトロンはテレトラン1で正体を探ろうとしたが、その際にメガトロンが妨害光線を放ったため見破れなかった。真相を知るためにデストロンの移動臨時基地に潜入して、メガトロンに捕えられたスパイクを見捨てるといった発言で正体がばれ、コロニウムクリスタルの谷に落下して破壊された。
クローン・スタースクリーム / Starscream Clone
声 - 鈴置洋孝 / 英 - クリス・ラッタ
第21話に登場。サイバトロンにクローン・コンボイを信用させるために作り出したスタースクリームのコピー。スタースクリーム自身が操作する。
コンボイとの一騎討ちで破壊された。
スカウトロボ / Auto-Scout
第21話に登場。サウンドウェーブの胸部に収納されていた、コロニウムクリスタルを探査するために使われたロボット。カセットロン同様マイクロカセットの形状からトランスフォームするが、自らの意思を持たない。クリスタルに触れたために破壊された。
見張りロボット・デストロン警備ロボ・追跡ロボット / Sentinel
声 - 鈴置洋孝、片岡弘貴、難波圭一 / 英 - ジャック・エンジェル
第28話・第40話に登場。セイバートロン星のデストロン基地において、見張りを務めるロボット。
両足がキャタピラで、両肩に大砲を装備。
また、レーザーウェーブの配下として、セイバートロニウム鉱山を管理するロボットが存在する。腹部に通信用のモニターを持った丸い頭部のリーダーを筆頭に、下半身がキャタピラになった量産型が複数いる。ほとんどがダイノボット部隊の攻撃で破壊される。
手持ち武器は総じてビームガン。
さらに、レーザーウェーブの配下として、ウーマン・サイバトロンを追跡したロボットも存在する。両足が車輪になっているが腰のジェットで飛行し、頭部両側と両手にバルカン砲を装備。
ロボスマッシャー / Robo-Smasher
第34話に登場。メガトロンが開発した自律洗脳装置。抗争初期、兵士を増やすために使われた。
ビルドロン部隊はこの犠牲者であり、オメガスプリームも不完全ながらこの装置の影響を受けたことで、思考回路に異常が生じている。
この洗脳はサイバトロンの技術では、解くことができない。
民間ロボット / Gyronian Sentry
声 - 島香裕 / 英 - マイケル・マコノヒー
第34話に登場。ロボスマッシャーの犠牲になったロボット。プログラムを変えられ、メガトロンの忠実な召使いを自称した。
センチュリオン / Centurion Droids
第41話・第42話に登場。トランスフォーマーの神とも言える、原初の創造神コンピューター「ベクターシグマ」の護衛ロボット。
「センチュリオンドロイド」とも呼ばれる。
ベクターシグマのマスターキーを持つメガトロンによって操られ、サイバトロンを襲った。
単純で知能は低い半面、頑強で強力。
デスタトラン / Decepti-Tran
声 - 石井敏郎 / 英 - ポール・エイディング
第43話に登場。惑星トララカンを支配する、管理ロボット。無数のドロイドを率いる。
ガードロボット / Sentinel Guard
第53話に登場。レーザーウェーブ配下の量産兵で、外見と銃はデストロン警備ロボのリーダーの色変え。
輸送ロボット・荷物ロボット / Transport Drones & Warriors、現在はDropkick
声 - 難波圭一、城山知馨夫
第55話に登場。過去のセイバートロン星で、商人と騙るメガトロンが自分の商品と称して持ち込んだ、トラック数台と荷物。全て偽装したメガトロンの部下で、変形して略奪を行う。生まれ変わったオライオン＝コンボイとエアーボット部隊の活躍で全滅した。

### 地球人&他星人

#### 主要キャラクター
スパイク / Spike Witwicky
声 - 速水奨 / 岡野浩介（未放送分） / 英 - コーリー・バートン
スパークプラグの息子。年齢は14〜5歳の少年。父と一緒に、コンボイに助けられる。それまでは父と共に油田で働いていた。
勇気のある行動的な青年で、サイバトロンの力強い味方である。腕力は強く、多量の岩石の下敷きとなったハウンドを助けたり、コンボイやマイスターのビームガンを持ち上げて使用したこともある。
後にカーリーと結婚し、息子のダニエルをもうける。優秀な科学者として、サイバトロンに協力することとなる。

スパークプラグ / Sparkplug Witwicky
声 - 石井敏郎 / 英 - クリス・ラッタ
デストロンの海上油田襲撃の際に、コンボイに助けられた地球人の技術者。
トランスフォーマーたちを修理することができ、サイバトロン戦士のスペアパーツからサイバトロンXを製造したり、マイスターとバンブルを除くサイバトロン戦士がメガトロンの仕掛けた性格破壊装置によって凶暴化した際には、性格転換機を開発して彼らを正気に戻しているなど、技術力は高い。ニューヨークの自分の工場を、サイバトロンの出先基地として提供しているサイバトロンの頼れる仲間である。

チップ・チェイス / Chip Chase
声 - 難波圭一 / 英 - マイケル・ホートン
第5話から登場。スパイクの親友。年齢は16〜7歳の少年。足に障害があり、車椅子に乗っている。コンピュータのスペシャリストであり、デバスターを洗脳してサイバトロンの味方につけようとしたこともある。
『2010』以降登場しなくなるが、『ザ☆ヘッドマスターズ』では登場が考えられていた。

カーリー / Carly
声 - 高島雅羅 / 英 - アーレン・バナス
第15話から登場。サイバトロンファンの女子大生。ホイルジャックやスパークプラグも一目置くほどメカに詳しく、スパイクにも負けない行動力を発揮する。助けられた恩からダイノボット部隊も彼女の言うことだけは素直に聞き、グリムロックに至っては「カーリーの命令の方がいい」と言うほど。
後にスパイクと結婚し、二人の間にダニエルが生まれる。

#### サブキャラクター
ラウル / Raoul
声 - 堀内賢雄 / 英 - マイケル・チェーン
第32話・第49話に登場。元・自動車泥棒で、トラックスと出会ったことをきっかけに更生した。その後、トラックスやブロードキャストとともにデストロンNY基地を壊滅に追い込んだ。
Dr.アーカビル / Dr. Arkeville
声 - 石井敏郎、城山知馨夫 / 英 - ケイシー・ケイサム
第9話・第61話・第62話・第63話に登場。デストロンと手を組み、世界征服を目論む悪の天才科学者。メガトロンに散々利用された末に見限られ、スタースクリームと手を組む。
日本語版では放映順が入れ替えられたため、初期においてサイボーグになっているにもかかわらず、終盤で生身であるという矛盾が生じている。

#### ゲストキャラクター
アルカザール博士 / Dr. Alcazar
声 - 阪脩 / 英 - ジョン・スティーブンソン
第5話に登場。反物質公式の研究者。メガトロンの襲撃を受け、チップの元にデータを転送する。
ナーギル / King Nergil
声 - 石井敏郎 / 英 - ウォーリー・バー
第15話に登場。海底都市アトランティスを統括する、半魚人一族の王。メガトロンと手を組み、地球征服を企む。
ナイトバード / Nightbird
第16話に登場。くのいちロボット。ボンブシェルの改造により、操られてしまう。
マイクロチップと交換したパワーブースターにより強化され、スタースクリームにも勝る攻撃力と、サイバトロンと互角に渡り合う格闘能力を持つ。両腕にアンカーが仕込まれており、両足や右手から磁気を発して天井に吸いついたり武器を回収できる他、体を回転させながら発光して、目くらましを行う。
装備は2本のビーム剣とヌンチャク、両腕を収納して展開する発射装置から発射される丸ノコギリ、腰の収納スペースに入っている物と膝の付け根に付いている物の2種類ある手裏剣。
ハマダ博士 / Dr. Fujiyama
声 - 難波圭一 / 英 - マイケル・ベル
第16話に登場。ナイトバードを製作した日本の科学者。デストロンの襲撃を恐れ、サイバトロンに警護を依頼する。
日本語版の名前の由来は当時のタカラ（現：タカラトミー）の社員から。
ジェフ / Jeff
声 - 難波圭一
第20話に登場。バンブルやビーチコンバーとともに切り倒された森林の調査に向かう、森林保安官。
マイク / Mike
声 - 石井敏郎 / 英 - ウォーカー・エドミストン
第20話に登場。森林保安官。巨大昆虫と化した、インセクトロンに驚く。
ジョーン / Joan
声 - 高島雅羅 / 英 - モーガン・ロフティング
第24話に登場。考古学者。デストロンの宇宙船（序盤とビーストウォーズに登場したネメシス）を掘り当ててしまう。
考古学者 / Merrick
声 - 難波圭一 / 英 - ジャック・エンジェル
第24話に登場。ジョーンの仲間。
ショーン・バーガー / Shawn Berger
声 - 石井敏郎 / 英 - エド・ギルバート
第25話･第26話に登場。セントラルシティの実業家。名誉を上げるのに邪魔なサイバトロンを片付けるべくデストロンに協力を申し込んだが、デストロンの地球征服に利用されてしまう。
市長 / Mayor
声 - 城山知馨夫 / 英 - アラン・オッペンハイマー
第25話･第26話に登場。バーガーに騙され、サイバトロン地球追放の立役者となってしまったセントラルシティの市長。
グリーン教授 / Professor Green
声 - 城山知馨夫 / 英 - ピーター・レナデイ
第27話に登場。ラジコン飛行機の研究をサイバトロンとともに行っていた科学者。
赤の騎士 エイスリング / Sir Aetheling the Red
声 - 石井敏郎 / 英 - アラン・オッペンハイマー
第29話に登場。6世紀の領主。ワイゲンドとの間で、家畜を巡って紛争を起こしている。
黒冠の騎士 ワイゲンド / Sir Wigend du Blackthorne
声 - 江原正士 / 英 - マイケル・チェーン
第29話に登場。6世紀の領主。エイスリングに対抗すべく、スタースクリームに協力を求める。
ニムイー / Nimue
声 - 後藤真寿美 / 英 - リンダ・ゲイル
第29話に登場。エイスリングの娘。人質として、スタースクリームに捕らわれてしまう。
ベオード / Beorht
声 - 阪脩 / 英 - コーリー・バートン
第29話に登場。魔法使い。時を旅する装置の開発者。自在に雷を起こすこともできる謎の人物。
仲間の梟の名は、ソロモン。
ウルフ / Wulf
声 - 玄田哲章 / 英 - ジャック・エンジェル
第29話に登場。ワイゲンドの部下だが、スタースクリームに鞍替えする。
祈祷師ジェロ / Jero
声 - 石井敏郎 / 英 - エド・ギルバート
第31話に登場。土星の衛星タイタンの原住民。スカイゴッドなる巨人信仰を盾に圧政を敷き、タイタンに到来したアストロトレインに服従する。
タラリア / Talaria
声 - 後藤真寿美 / 英 - リンダ・ゲイル
第31話に登場。ジェロの圧政に抵抗する、レジスタンスの女性。
ゲディス兄弟 / Geddes Brothers
声 - 石井敏郎、城山知馨夫 / 英 - クリス・ラッタ（フィル）、マイク・マコノヒー（ジム）
第32話に登場。フィルとジムの兄弟で、車泥棒の元締。メガトロンと取引して、大量の盗難車を引き渡す。
ウインストン / Winston
声 - 島香裕 / 英 - ジョン・スティーブンソン
第32話に登場。盗難車を売買していた、ブローカー。サイバトロンの囮捜査にひっかかる。
ボッシュ / Bosch
声 - 石井敏郎 / 英 - ジョン・スティーブンソン
第35話に登場。コンボイたちを縮小して、奴隷ロボットとして売ろうとした異星人。スモークスクリーンとともに、ギャンブル惑星モナカスでトラブルに巻き込まれる。
ガイコニー / Lord Gyconi
声 - 阪脩 / 英 - ウォーカー・エドミストン
第35話に登場。ギャンブル惑星モナカスの顔役。デストロンとも通じている、闇商人。
スリザード / Slizardo
第35話に登場。ガイコニーの部下。命を救ってくれたデフコンに従うようになり、終盤でガイコニーを裏切る。
アストリア / Astoria Carlton Ritz
声 - 佐々木るん / 英 - リンダ・ゲイル
第36話に登場。本名アストリア・カールトン・リッツ。 電気工業の会長職にあるが、機械との相性が悪い令嬢。
パワーグライドに助けられたことから、彼に一目ぼれしてしまう。
クレムジーク / Kremzeek
声 - 城山知馨夫 / 英 - ウォーリー・バー
第37話に登場。メガトロンの生み出した、電気エネルギー生命体。サイバトロン基地と日本を、パニックに陥れる。
吉川 / Dr. Soji Yoshikawa
声 - 堀内賢雄 / 英 - ウォーカー・エドミストン
第37話に登場。渋谷電気工業の日本人技術者。サイバトロンのクレムジーク退治に協力する。
脚本家の吉川惣司から、名付けられた。
コーチ / Coach
声 - 城山知馨夫 / ジョン・スティーブンソン
アメフトのコーチ。
第38話に登場。ブリッツウイングにむりやり作戦参謀に任命され、苦し紛れに発したアメフト用語がどれも作戦として的中してしまったために重用される。
アロン / Aron
声 - 小宮和枝 / 英 - モナ・マーシャル
第39話に登場。トランスフォーマーを玩具扱いするほど、巨大な異星人の少年。飼い猫のナイトローとともに、サイバトロンと親交を結ぶ。
アロンの両親 / Aron's parents
声 - 石井敏郎（父）、後藤真寿美（母） / 英 - ウォーカー・エドミストン（父）、リンダ・ギャリー（母）
第39話に登場。スタースクリームが発砲したために起こった模型のビル内での火災の煙の臭いを嗅ぎつけ、アロンの部屋にやって来た。
先生 / Alien scientist
声 - 堀内賢雄 / 英 - ジャック・エンジェル
第39話に登場。アロンたちの星の学者。
トランスフォーマーたちを調べるため、解剖しようとする。
モーティー / Marty
声 - 難波圭一 / 英 - リンダ・ギャリー
第39話に登場。アロンの嫌いなガキ大将。
将軍 / Army General
声 - 石井敏郎（第42話）、島香裕（第43話）/ コーリー・バートン
第41話・第42話に登場。「スーパー燃料基地」にいた司令官らしき男。
襲撃してきたスタントロンを「サイバトロン」と思い込み、その後、やってきたサイバトロンたちを攻撃してしまう。
アラナ / Alana
声 - 佐々木るん / 英 - リンダ・ギャリー
第43話に登場。管理ロボのデスタトランに支配された惑星トララカンの原住民で、レジスタンスの一人。
シースプレーと恋に落ちる。
戦いの際には変身の泉で、ゴンドラにトランスフォームするウーマンサイバトロン風のロボットになった。
チャク / Chac
声 - 片岡弘貴 / 英 - マイク・マコノヒー
第43話に登場。デスタトランの狙いはトララカン人の豊富な生命エネルギーであり、冒頭でそれを吸収された男性。
モク / Mok
声 - 堀内賢雄 / 英 - ポール・エイディング
第43話に登場。ネイティブアメリカン風の被り物を付けているトララカン人。
トラロック / Tlaloc
声 - 阪脩 / 英 - ピーター・カレン
第43話に登場。トララカン人の長老。
ラルト / Rarto
声 - 速水奨
第43話に登場。シースプレーに爆弾を渡したトララカン人。
映画監督 / Movie Director
声 - 城山知馨夫 / 英 - アラン・オッペンハイマー
第44話に登場。ホイストをスカウトした、映画監督。「今のシーンも、映画に入れよう!」が口癖。
終始、ホイストを「モイスト君」と呼び間違えていた。
ハロルド・ハリソン / Harold Edsel
声 - 難波圭一 / 英 - コーリー・バートン
第44話に登場。俳優。サイバトロンの登場で、立場が危うくなる。
カレン・フィッシング / Karen Fishhook
声 - 佐々木優子 / 英 - スーザン・ブルー
第44話に登場。ハロルドと共演する女優。
ハッサン（ジュマル王子）/ Hassan (Prince Jumal)
声 - 難波圭一 / 英 - モナ・マーシャル
第45話に登場。スリングと友情を結んだ、浮浪者の少年。正体は、さるアラブの王国の王子ジュマルである。
アリ / Ali
声 - 阪脩 / 英 - エド・ギルバート
第45話に登場。ジュマル王子を、宮廷から追い出した張本人。メガトロンと協力し、王国を乗っ取ろうとした。
オーギー・カーネイ / Auggie Cahnay
声 - 島香裕 / 英 - フィル・クラーク
第46話に登場。高名なカーレーサー。レースの勝利にかける情熱は、行きすぎとも言えるほど。
アブダル・ベン・ファイザル / Abdul Ben-F'aisal
声 - 阪脩 / 英 - ロジャー・C・カーメル
第46話に登場。イスタンブールのイスラム学者。「ジェフディンのパール」の伝説を知っていた。
テラノバ教授 / Prof. Teranova
声 - 玄田哲章 / 英 - ジャック・エンジェル
第46話に登場。考古学者。パール捜索のため、メガトロンに誘拐されてしまう。
ハリー博士 / Professor Haley
声 - 城山知馨夫 / 英 - ジョン・スティーブンソン
第49話に登場。万能翻訳通信機 ボルトロニックギャラクサーの開発者。その通信機能を妨害装置に転用しようとしたメガトロンに奪われてしまう。
チャムリー卿 / Lord Chumley
声 - 石井敏郎 / 英 - ピーター・レナデイ
第50話に登場。軍用機・航空母艦などをハント（略奪）して、自らの征服欲を絶対とする生粋のハンター。
ディンスモア / Dinsmore
声 - 城山知馨夫 / 英 - アラン・オッペンハイマー
第50話に登場。チャムリー卿の執事。様々なメカを駆使し、チャムリー卿のサイバトロン狩りを手伝う。
ポップロック / Poplock、 ロックステディ / Rocksteady
声 - 塩屋翼、喜多川拓郎 / 英 - フランク・ウェルカー、T・K・カーター
第51話に登場。ラウルの友人。ディスコ「ダンシトロン」の前でダンスパフォーマンスをしたことから、デストロン絡みのトラブルに巻き込まれてしまう。
マーティン / Martin、ローランド / Roland、エリーゼ / Elise Presser
声 - 難波圭一、喜多川拓郎、佐々木るん / 英 - タウンゼンド・コールマン、マイケル・シーン、サマンサ・ニューアーク
第54話に登場。ベンジャミン・フランクリン・ピアース高校の高校生。知能が高いがゆえに才能を持て余して、授業を妨害する問題児のマーティンとローランドは化学の教師に追加課題を出され、おしゃべりで突拍子もない発想をするエリーゼとともに、ロボット製作に取り掛かるが…。
BOT / B.O.T.
声 - 江原正士
第54話に登場。マーティンら三人が、ガラクタを材料に製作したロボット。「あるパーツ」を付けたところ、闇雲に暴れ出してしまった。
リッケル博士 / Optics Technician
声 - 石井敏郎
第56話に登場。宇宙物理学者。高性能レンズをスタントロン部隊のブレークダウンとワイルドライダーに奪われる。
ルイザ / Luisa
声 - 後藤真寿美 / 英 - モナ・マーシャル
第58話に登場。ペルーの少女。
マハラジャ / Maharaja
声 - 喜多川拓郎 / 英 - ドン・メシック
第61話に登場。中近東のさる小国の王。太陽熱発電所を造り国民に供給していたが、デストロンの襲撃を受ける。
ハーディング博士 / Dr. Harding
声 - 叶木翔子 / 英 - モーガン・ロフティング
第64話に登場。ソーラー発電衛星の開発者。設計図を、デストロンに狙われる。
トルク3 / TORQIII
声 - 江原正士 / 英 - グレッグ・バーガー
第65話に登場。地球最高のコンピュータ。回路同調装置を付けた無数の機械を、同時に遠隔操作できる。メガトロンの邪悪な思考パターンをアップロードされ、大暴れする。
ゲイツ博士 / Dr. Paul Gates
声 - 古澤徹 / 英 - ケン・サンソン
第65話に登場。トルク3の開発者。
アンドリュース博士 / Dr. Andrews
声 - 喜多川拓郎 / 英 - ドン・メシック
第65話に登場。ゲイツの同僚。

### その他
ベクターシグマ / Vector Sigma
声 - 石井敏郎 / 英 - コーリー・バートン
第41話・第42話に登場。セイバートロンの奥深くに眠る、超コンピュータ。
超ロボット生命体の「魂」・パーソナルコンポーネントを生成できる唯一の存在。
無敵の自律ロボット・センチュリオンドロイドに守られている。
起動キーは、アルファートリンが隠し持っていた。
ナレーター / Narrator
声 - 政宗一成 / 英 - ビクター・カロリー

## スタッフ
- 製作総指揮 - ジョー・バカル、マーガレット・ローシュ、トム・グリフィン
- 製作監督 - ネルソン・シン
- 監督 - ジョン・ギブス（ミニシリーズ：1話–3話）→ジョン・ウォーカー（シーズン1：4話–16話）→テリー・レノン（シーズン2：17話–65話）
- クリエイティブディレクター - ジェイ・バカル
- 日本側チーフディレクター - 森下孝三
- ストーリー・エディター - ディック・ロビンス、ブライス・マレク
- キャラクターデザイン - 小原渉平、アンディ・キム、ジョージ・ベリー、フロロ・デリー
- 編集監督 - ロバート・T・ギリス
- 音響監督 - ウォーリー・バー
- 音楽 - ロバート・J・ウォルシュ、ジョニー・ダグラス
- 制作 - ジョージ・シンガー、ジョン・ウォーカー（シーズン2）、グエン・ウエッツラー
- アニメーション制作 - 東映動画、AKOM（シーズン2）
- 制作協力 - 葦プロダクション（ノンクレジット）、トランス・アーツ（ノンクレジット）、テウォンメディア（ノンクレジット）
- 製作 - サンボウ・プロダクション、マーベル・プロダクション
- 配給 - クラスター・テレビジョン

### 各話スタッフ
ミニシリーズ（1話 - 3話）
- 絵コンテ - フロロ・デリー、デビッド・ラッセル、ジム・フレッチャー、ドン・シェパード、ジョージ・グッド、ボブ・スミス、ポール・グルーエル、ヴィクター・ダルシェル、ピーター・チョン、グレッグ・デビッドソン
- 演出 - デイヴ・ブレイン、トム・レイ、ゲーリー・チニキー、ダン・トンプソン、ジェフ・ヘイル、ジェームズ・ティム・ウォーカー、ノーム・マッケイブ、ジョン・ウォーカー、ウォーレン・バチェルダー

シーズン1（1話 - 13話）
- 絵コンテ監修 - ドン・グッドマン
- 絵コンテ - フロロ・デリー、グレッグ・デビッドソン、ジョージ・グッド、リンゼイ・ドーソン、ピーター・チョン、ダグ・レフラー、ウィンデル・ウォッシャー、ジェラルド・メラー、デビッド・ラッセル、ブライアン・レイ、ボブ・スミス、ロイ・シシド、ジョージ・スクリブナー
- 演出 - ジョン・ギブス、ジェフ・ヘイル、ノーム・マッケイブ、ブラッド・ケース

シーズン2（1話 - 49話）
- 絵コンテ - ピーター・チョン、デビッド・ラッセル、グレッグ・デビッドソン、デビッド・シン、ジョージ・グッド、ロイ・シシド、ダグ・レフラー、ヴィンセント・トリペッティ、ジェラルド・メラー、ウェンデル・ウォッシャー
- 演出 - ノーム・マッケイブ、トム・レイ、ボブ・シェルホーン、マーガレット・ニコラス、ボブ・マッツ、ボブ・カーク、アル・コウゼル、ボブ・トリート、アンディ・キム

### 日本語版制作スタッフ
- 連載 - テレビマガジン
- 演出 - 田島荘三
- 翻訳 - 平田勝茂
- 効果 - 新音響
- 選曲 - 村田好次
- 調整 - 近藤勝之
- 録音スタジオ - コスモスタジオ
- VTRスタジオ - サウンドシティ・ビデオ
- プロデューサー - 諸橋健一（ムービーテレビジョン）
- 配給 - ムービーテレビジョン、ビデオフィルム
- 日本語版制作 - コスモプロモーション
- 協力 - タカラ[注 5]

## 主題歌
オープニングテーマ
「TRANSFORMER 〜トランスフォーマー〜」（日本語版）
歌 - 下成佐登子 / 作詞 - 大津あきら / 作曲 - 筒美京平 / 編曲 - 鷺巣詩郎
第41話「アルファートリンを捜せ」から映像が変更された。
「Transformers Theme」（原語版）
作詞・作曲 - フォード・キンダー、アン・ブライアント
エンディングテーマは、本曲のインストゥルメンタル版。
エンディングテーマ
「Peace Again 〜ピース・アゲイン〜」（日本語版）
歌 - 下成佐登子 / 作詞 - 大津あきら / 作曲 - 筒美京平 / 編曲 - 鷺巣詩郎
当時、ビクターより、上記の2曲と、鷺巣詩郎による、インストゥルメンタルが収録されたLPが発売された。しかし、このLPの曲は本編では第32話「スカイゴッド」、第35話「オメガ・スプリームの秘密」を除いて使われておらず、イメージアルバムとしての位置づけになっている。

## 各話リスト
- 第31話と第69話 - 第72話は関東地区では未放映[41]。
- 第73話と第74話は国内未放映で、LDに収録された際に吹き替えが行われた[41]。
- 総集編は映像ソフト化されていない。

| 話数                                 | 話数    | サブタイトル                       | 原題                                       | 脚本                                               | 放送日         | 放送日         |
| 日                                   | 米      | サブタイトル                       | 原題                                       | 脚本                                               | 米             | 日             |
| ------------------------------------ | ------- | ---------------------------------- | ------------------------------------------ | -------------------------------------------------- | -------------- | -------------- |
| 第1話                                | 第1話   | 地球への道                         | More Than Meets the Eye Part 1             | ジョージ・アーサー・ブルーム                       | 1984年 9月17日 | 1985年 7月6日  |
| 第2話                                | 第2話   | ルビークリスタルの秘密             | More Than Meets the Eye Part 2             | ジョージ・アーサー・ブルーム                       | 9月18日        | 7月13日        |
| 第3話                                | 第3話   | 地球脱出!                          | More Than Meets the Eye Part 3             | ジョージ・アーサー・ブルーム                       | 9月19日        | 7月20日        |
| 第4話                                | 第4話   | スペースブリッジ作戦               | Transport to Oblivion                      | ブライス・マレク ディック・ロビンス                | 10月6日        | 7月27日        |
| 第5話                                | 第5話   | メガトロンの帰還                   | Roll For It                                | ダグラス・ブース                                   | 10月13日       | 8月3日         |
| 第6話                                | 第6話   | SOS!サイバトロン                   | Divide and Conquer                         | ドナルド・F・グラット                              | 10月20日       | 8月10日        |
| 第7話                                | 第7話   | ダイノボット誕生!                  | SOS Dinobots                               | ドナルド・F・グラット                              | 10月27日       | 8月17日        |
| 第8話                                | 第11話  | 謎の巨大隕石                       | War of the Dinobots                        | アール・クレス                                     | 11月24日       | 8月24日        |
| 第9話                                | 第12話  | 地球消滅計画                       | Countdown to Extinction                    | ピーター・サラス ディック・ロビンス                | 12月1日        | 8月31日        |
| 第10話                               | 第14話  | セイバートロン星の掟               | Heavy Metal War                            | ドナルド・F・グラット                              | 12月15日       | 9月7日         |
| 第11話                               | 第17話  | フランケンシュタイン・スパイク     | Autobot Spike                              | ドナルド・F・グラット                              | 1985年 9月23日 | 9月14日        |
| 第12話                               | 第23話  | ソーラーエネルギーを盗め!          | Changing Gears                             | ラリー・パー                                       | 10月1日        | 9月21日        |
| 第13話                               | 第21話  | リジェの裏切り                     | Traitor                                    | ジョージ・ハンプトン マイク・ムーア                | 9月27日        | 9月28日        |
|                                      |         | トランスフォーマー誕生!（総集編）  |                                            |                                                    |                | 10月11日       |
| 第14話                               | 第18話  | イモビライザー                     | The Immobilizer                            | アール・クレス                                     | 9月24日        | 10月18日       |
| 第15話                               | 第25話  | アトランティス浮上!                | Atlantis Arise!                            | ダグラス・ブース                                   | 10月3日        | 10月25日       |
| 第16話                               | 第22話  | ナイトバードの影                   | Enter the Nightbird                        | シルビア・ウィルソン リチャード・ミルトン          | 9月30日        | 11月1日        |
| 第17話                               | 第19話  | 対決!!ダイノボット PART I          | Dinobot Island Part 1                      | ドナルド・F・グラット                              | 9月25日        | 11月8日        |
| 第18話                               | 第20話  | 対決!!ダイノボット PART II         | Dinobot Island Part 2                      | ドナルド・F・グラット                              | 9月26日        | 11月15日       |
| 第19話                               | 第28話  | マスタービルダー                   | The Master Builder                         | デヴィッド・N・ゴットリーブ ハーブ・エンゲルハート | 10月8日        | 11月22日       |
| 第20話                               | 第29話  | インセクトロン・シンドローム       | The Insecticon Syndrome                    | ダグラス・ブース                                   | 10月9日        | 11月29日       |
| 第21話                               | 第24話  | 二人のコンボイ                     | A Prime Problem                            | ディック・ロビンス ブライス・マレク                | 10月2日        | 12月6日        |
| 第22話                               | 第34話  | スチールシティ                     | City of Steel                              | ダグラス・ブース                                   | 10月17日       | 12月13日       |
| 第23話                               | 第33話  | ネガベイターを奪え!                | Auto Berserk                               | アントニ・ザレウスキー                             | 10月16日       | 12月20日       |
| 第24話                               | 第27話  | ミクロの決死隊                     | Microbots                                  | デイヴィッド・ワイズ                               | 10月7日        | 12月27日       |
| 第25話                               | 第31話  | メガトロン地球征服作戦 PART I      | Megatron's Master Plan Part 1              | ドナルド・F・グラット                              | 10月14日       | 1986年 1月10日 |
| 第26話                               | 第32話  | メガトロン地球征服作戦 PART II     | Megatron's Master Plan Part 2              | ドナルド・F・グラット                              | 10月15日       | 1月17日        |
| 第27話                               | 第35話  | ダイノボットの逃亡 PART I          | Desertion of the Dinobots Part 1           | アール・クレス                                     | 10月21日       | 1月24日        |
| 第28話                               | 第36話  | ダイノボットの逃亡 PART II         | Desertion of the Dinobots Part 2           | アール・クレス                                     | 10月22日       | 1月31日        |
| 第29話                               | 第38話  | タイムトラベラー                   | A Decepticon Raider in King Arthur's Court | ダグラス・ブース                                   | 10月24日       | 2月7日         |
| 第30話                               | 第43話  | ゴールデンラグーンの秘密           | The Golden Lagoon                          | デニス・マークス                                   | 11月4日        | 3月21日        |
| 第31話                               | 第39話  | スカイゴッド                       | The God Gambit                             | バズ・ディクソン                                   | 10月28日       | 2月14日        |
| 第32話                               | 第41話  | 戦士トラックス                     | Make Tracks                                | デイヴィッド・ワイズ                               | 10月30日       | 2月21日        |
| 第33話                               | 第44話  | サバイバル作戦                     | Quest for Survival                         | リード・ロビンス ピーター・サラス                  | 11月5日        | 2月28日        |
| 第34話                               | 第45話  | オメガ・スプリームの秘密           | The Secret of Omega Supreme                | デイヴィッド・ワイズ                               | 11月6日        | 3月7日         |
| 第35話                               | 第47話  | ギャンブル惑星モナカス             | The Gambler                                | マイケル・チャールズ・ヒル                         | 11月11日       | 3月14日        |
| 第36話                               | 第51話  | 令嬢より愛をこめて                 | The Girl who Loved Powerglide              | デイヴィッド・ワイズ                               | 11月18日       | 3月21日        |
| 第37話                               | 第62話  | パニック・ザ・クレムジーク!        | Kremzeek!                                  | デイヴィッド・ワイズ                               | 12月27日       | 3月28日        |
| 第38話                               | 第52話  | トリプル・チェンジャーの反乱       | Triple Takeover                            | ラリー・ストラウス                                 | 11月19日       | 4月11日        |
| 第39話                               | 第46話  | チルドレン・プレイ                 | Child's Play                               | ベス・ボースタイン                                 | 11月7日        | 4月18日        |
| 第40話                               | 第48話  | アルファートリンを探せ!            | The Search for Alpha Trion                 | ベス・ボースタイン                                 | 11月12日       | 4月25日        |
| 第41話                               | 第55話  | ベクターシグマの鍵 PART I          | The Key to Vector Sigma Part 1             | デイヴィッド・ワイズ                               | 11月25日       | 5月2日         |
| 第42話                               | 第56話  | ベクターシグマの鍵 PART II         | The Key to Vector Sigma Part 2             | デイヴィッド・ワイズ                               | 11月26日       | 5月9日         |
| 第43話                               | 第53話  | 変身の泉                           | Sea Change                                 | ダグラス・ブース                                   | 11月20日       | 5月16日        |
| 第44話                               | 第54話  | ホイスト ハリウッドへ行く          | Hoist Goes Hollywood                       | アール・クレス                                     | 11月21日       | 5月23日        |
| 第45話                               | 第57話  | 突撃エアーボット                   | Aerial Assault                             | ダグラス・ブース                                   | 12月10日       | 5月30日        |
| 第46話                               | 第59話  | ヨーロッパ横断特急                 | Trans-Europe Express                       | デイヴィッド・ワイズ                               | 12月23日       | 6月6日         |
| 第47話                               | 第61話  | 恐怖のコスミックルスト!            | Cosmic Rust                                | ポール・デイヴィッツ                               | 12月26日       | 6月13日        |
| 第48話                               | 第40話  | デバスターを倒せ!                  | The Core                                   | デニス・マークス                                   | 10月29日       | 6月20日        |
| 第49話                               | 第37話  | ブロードキャスト・ブルース         | Blaster Blues                              | ラリー・ストラウス                                 | 10月23日       | 6月27日        |
| 第50話                               | 第50話  | ターゲットはコンボイ               | Prime Target                               | フリント・ディリー バズ・ディクソン                | 11月14日       | 7月4日         |
| 第51話                               | 第49話  | ブロードキャストVSサウンドウェーブ | Auto Bop                                   | デイヴィッド・ワイズ                               | 11月13日       | 7月11日        |
| 第52話                               | 第63話  | スタースクリーム軍団               | Starscream's Brigade                       | マイケル・チャールズ・ヒル                         | 1986年 1月7日  | 7月18日        |
| 第53話                               | 第64話  | ブルーティカスの攻撃               | The Revenge of Bruticus                    | マイケル・チャールズ・ヒル                         | 1月8日         | 7月25日        |
|                                      |         | 果てしなき戦い（総集編）           |                                            |                                                    |                | 8月1日         |
| ダイノボット島の死闘（総集編）       | 8月8日  |                                    |                                            |                                                    |                |                |
| 巨人兵デバスター（総集編）           | 8月15日 |                                    |                                            |                                                    |                |                |
| おわりなき死闘（総集編）             | 8月29日 |                                    |                                            |                                                    |                |                |
| 第54話                               | 第65話  | ブルーティカスの復活               | B.O.T.                                     | アール・クレス                                     | 1月9日         | 9月5日         |
| 第55話                               | 第60話  | ひきおこされた戦争                 | War Dawn                                   | デイヴィッド・ワイズ                               | 12月25日       | 9月12日        |
| 第56話                               | 第58話  | マスカレード                       | Masquerade                                 | ドナルド・F・グラット                              | 12月16日       | 9月19日        |
| 第57話                               | 第13話  | スカイファイアーの再生             | Fire in the Sky                            | アルフレッド・A・ペガール                          | 12月8日        | 9月26日        |
| 第58話                               | 第15話  | インカの秘宝                       | Fire on the Mountain                       | ダグラス・ブース                                   | 12月22日       | 10月3日        |
| 第59話                               | 第16話  | インセクトロンの謎                 | A Plague of Insecticons                    | ダグラス・ブース                                   | 12月29日       | 10月24日       |
| 第60話                               | 第42話  | トランスフォームをとめろ!          | The Autobot Run                            | ドナルド・F・グラット                              | 10月31日       | 10月31日       |
| 第61話                               | 第8話   | 破滅の日 PART I                    | The Ultimate Doom Part 1                   | ラリー・ストラウス                                 | 11月3日        | 11月7日        |
| 第62話                               | 第9話   | 破滅の日 PART II                   | The Ultimate Doom Part 2                   | ラリー・ストラウス                                 | 11月10日       | 11月7日        |
| 第63話                               | 第10話  | 破滅の日 PART III                  | The Ultimate Doom Part 3                   | レオ・D・ポール                                    | 11月17日       | 11月7日        |
|                                      |         | 地球最大の危機（総集編）           |                                            |                                                    |                |                |
| セイバートニウムを求めて（総集編）   |         |                                    |                                            |                                                    |                |                |
| スタントロンVSエアーボット（総集編） |         |                                    |                                            |                                                    |                |                |
| コンバットロンの反逆（総集編）       |         |                                    |                                            |                                                    |                |                |
| 第64話                               | 第26話  | サイバトロンの逆襲                 | Attack of the Autobots                     | デイヴィッド・ワイズ                               | 10月4日        | 未放送         |
| 第65話                               | 第30話  | コンピュータの反乱                 | Day of the Machines                        | デイヴィッド・ワイズ                               | 10月10日       | 未放送         |

## 放送局
基本的に日本テレビ系列局での放送だが、一部の地域では他系列で放送された。
※放送系列は放送当時、放送日時は日本テレビを除き、1986年8月中旬 - 9月上旬時点のものとする。
| 放送地域       | 放送局         | 放送日時 | 放送系列                                     | 備考             |
| -------------- | -------------- | --- | -------------------------------------------- | ---------------- |
| 関東広域圏     | 日本テレビ     | 土曜 9:30 - 9:55（1985年7月6日 - 9月28日） → 金曜 17:30 - 18:00（1985年10月11日 - 1986年9月26日） → 金曜 17:00 - 17:30（1986年10月3日 - 11月7日） | 日本テレビ系列                               | 制作局           |
| 北海道         | 北海道テレビ   | 金曜 17:00 - 17:30 | テレビ朝日系列                               |                  |
| 青森県         | 青森テレビ     | 土曜 7:00 - 7:30 | TBS系列                                      |                  |
| 岩手県         | テレビ岩手     | 日曜 7:45 - 8:15 | 日本テレビ系列                               |                  |
| 秋田県         | 秋田放送       | 木曜 17:30 - 18:00 | 日本テレビ系列                               |                  |
| 宮城県         | ミヤギテレビ   | 水曜 16:00 - 16:30（1986年8月27日まで） → 水曜 17:00 - 17:30（1986年9月3日から）                                                                  | 日本テレビ系列                               |                  |
| 山形県         | 山形テレビ     | 月曜 16:30 - 17:00 | フジテレビ系列                               |                  |
| 福島県         | 福島中央テレビ | 金曜 17:30 - 18:00 | 日本テレビ系列                               |                  |
| 山梨県         | テレビ山梨     | 水曜 16:25 - 16:55 | TBS系列                                      |                  |
| 新潟県         | テレビ新潟     | 金曜 17:00 - 17:30 | 日本テレビ系列                               |                  |
| 長野県         | 信越放送       | 金曜 17:30 - 18:00 | TBS系列                                      |                  |
| 静岡県         | 静岡第一テレビ | 日曜 8:30 - 9:00 | 日本テレビ系列                               |                  |
| 富山県         | 富山テレビ     | 火曜 16:25 - 16:55 | フジテレビ系列                               |                  |
| 石川県         | 石川テレビ     | 木曜 17:04 - 17:32 | フジテレビ系列                               |                  |
| 福井県         | 福井テレビ     | 金曜 16:30 - 17:00 | フジテレビ系列                               |                  |
| 中京広域圏     | 中京テレビ     | 金曜 17:30 - 18:00 | 日本テレビ系列                               |                  |
| 近畿広域圏     | 読売テレビ     | 水曜 17:00 - 17:30 | 日本テレビ系列                               |                  |
| 鳥取県・島根県 | 日本海テレビ   | 木曜 17:00 - 17:30 | 日本テレビ系列                               |                  |
| 広島県         | 広島テレビ     | 日曜 8:30 - 9:00 | 日本テレビ系列                               |                  |
| 香川県・岡山県 | 西日本放送     | 日曜 7:00 - 7:30 | 日本テレビ系列                               |                  |
| 愛媛県         | 愛媛放送       | 金曜 7:30 - 8:00 | フジテレビ系列                               | 現・テレビ愛媛。 |
| 高知県         | 高知放送       | 木曜 17:25 - 17:55 | 日本テレビ系列                               |                  |
| 福岡県         | 福岡放送       | 土曜 8:00 - 8:30 | 日本テレビ系列                               |                  |
| 佐賀県         | サガテレビ     | 金曜 17:30 - 18:00 | フジテレビ系列                               |                  |
| 長崎県         | 長崎放送       | 火曜 17:20 - 17:50 | TBS系列                                      |                  |
| 熊本県         | 熊本県民テレビ | 木曜 17:00 - 17:30 | 日本テレビ系列                               |                  |
| 大分県         | テレビ大分     | 木曜 16:00 - 16:30 | フジテレビ系列 日本テレビ系列 テレビ朝日系列 |                  |
| 宮崎県         | テレビ宮崎     | 金曜 7:30 - 8:00 | フジテレビ系列 日本テレビ系列 テレビ朝日系列 |                  |
| 鹿児島県       | 鹿児島テレビ   | 金曜 16:00 - 16:30 | フジテレビ系列 日本テレビ系列                |                  |
| 沖縄県         | 沖縄テレビ     | 木曜 16:30 - 17:00 | フジテレビ系列                               |                  |

## 映像ソフト化
1985年に第1話 - 第3話を編集したVHSがバップから発売されている。
- LD

- 戦え!超ロボット生命体トランスフォーマー（タカラ）

1995年にいずれも通信販売限定。
コンボイセット 第1話 - 第35話収録。
メガトロンセット 第36話 - 第63話収録+日本未放映2話。
- 戦え!超ロボット生命体トランスフォーマー（パイオニアLDC）

サイバトロンBOX 1998年12月10日。第1話 - 第35話収録。
デストロンBOX 1999年3月10日。 第36話 - 第63話収録+日本未放映2話
- DVD

- 戦え!超ロボット生命体トランスフォーマー DVD-BOX（パイオニアLDC）

BOX1 2000年12月22日。第1話 - 第35話収録。
BOX2 2001年3月23日。第36話 - 第63話収録+日本未放映2話。
- 戦え!超ロボット生命体トランスフォーマー DVD-SET（ジェネオン・ユニバーサル・エンターテイメント）

2012年1月25日発売。
SET1 第1話 - 第35話収録。
SET2 第36話 - 第63話収録+日本未放映2話。
- Blu-ray

- 【イッキ見!】戦え!超ロボット生命体トランスフォーマー&2010 ダブル Blu-ray SET〈期間限定生産〉（NBCユニバーサル・エンターテイメント）

2018年2月7日発売。
DISC1 第1話 - 第35話収録。
DISC2 第36話 - 第63話収録+日本未放映2話。

### トランスフォーマーDVDレジェンド
タカラトミーアーツから食玩として発売。本作品と『2010』のエピソードが各1話ずつ収録されている。全8話。初代からは以下の通り。エピソードの選定にはTF開発チームが関わっている。
- 01「スペースブリッジ作戦」
- 02「ダイノボット誕生！」
- 03「マスタービルダー」
- 04「パニック・ザ・クレムジーク！」
- 05「ホイストハリウッドにいく」

## 国内における玩具展開
玩具は『ミクロマン』『ダイアクロン』からの仕様変更品が多数。試験販売を経て1985年6月より発売。海外と異なりナンバーが振られ、1986年より「C-50」「D-50」のようにサイバトロン、デストロンに分けられた。またアニメと連動していないものの、1986年より「スクランブルシティ発動編」としてスクランブル合体ロボを中心とした商品展開が行われていた。
日本での発売は権利関係などから漏れたキャラクターもいたが、一部の商品は玩具パッケージに付属するロボットポイントによる通信販売も行われていた。

## アニメ未登場キャラクター

### サイバトロン / Autobots

#### ダブルチェンジャー / Omnibots
自動車と、そこから武器や翼の展開する戦闘マシンに変形。日本ではロボットポイント通販商品。
オーバードライブ / Overdrive
フェラーリ512BBに変形。
バイナルテックでは、S2000に変形。ホンダは人型ロボットの開発に一日の長があったため、納期の最短記録をマークしている。
カムシャフト / Downshift
A60型 トヨタ セリカXX / スープラに変形。
国内では、カムシャフトとダウンシフトの名前が入れ替わっている。
ダウンシフト / Camshaft
SA22C型 マツダ サバンナRX-7に変形。
Alternatorsでは、アキュラRSXに変形。

#### ジャンプスターター / Jumpstarters
ダイアクロンのアタックロボの流用品。プルバック走行し、跳ねることで、自動変形する。
トップスピン / Topspin
ジェット機に変形。
ツインツイスト / Twintwist
ドリル戦車に変形。

#### デラックスビークル / Deluxe Vehicles
元は、タカトクトイスの玩具。タカトクトイスの倒産後、別のメーカーに買い取られた金型によって製作されたものを、ハスブロが販売。
アメコミ版では「レッカーズ」なるチームに所属し、活躍。
ロードバスター / Roadbuster
ジープ風の装甲車に変形。元は『特装機兵ドルバック』のランド・キャリバー。
ホワール / Whirl
ヘリコプターに変形。『特装機兵ドルバック』のオベロン・ガゼットが、元になっている。

#### トケイボット / Watchbots
ニューミクロマンシリーズのウォッチロボの流用。腕時計としても使用可能。
オートセプター / Autoceptor
自動車に変形。日本では、ロボットポイント通販販売。
ディセプター / Deceptor
飛行機に変形。

### デストロン / Decepticons

#### デラックスインセクトロン / Deluxe Insecticons
タカトクトイスの玩具「機甲虫隊ビートラス」の流用。
ランサック / Ransack
バッタに変形。
バラージ / Barrage
カブトムシに変形。
チョップショップ / Chop Shop
クワガタムシに変形。
ヴェノム / Venom
セミに変形。

## ゲーム
トランスフォーマー コンボイの謎
1986年12月3日タカラより発売。ファミリーコンピュータ用ソフト。